# Medaglia Thomas Keller
La medaglia Thomas Keller è un premio attribuito dalla Federazione Internazionale Canottaggio (FISA) agli atleti che si sono distinti per una carriera eccezionale nello sport del canottaggio e per una sportività esemplare. È la più alta onorificenza nel canottaggio ed è attribuita entro cinque anni dal ritiro dell'atleta dalla pratica agonistica. Prende nome da Thomas Keller, presidente della FISA dal 1958 fino alla sua morte, nel 1989.

## Albo d'oro
| Anno | Vincitore               | Nazionalità    |
| ---- | ----------------------- | -------------- |
| 1990 | Alf Hansen              | Norvegia       |
| 1991 | Thomas Greiner          | Germania       |
| 1994 | Yuri Pimenov            | Russia         |
| 1996 | Francesco Esposito      | Italia         |
| 1996 | Nikolai Pimenov         | Russia         |
| 1996 | Rolf Thorsen            | Norvegia       |
| 1997 | Giuseppe Abbagnale      | Italia         |
| 1997 | Carmine Abbagnale       | Italia         |
| 1997 | Jana Sorgers            | Germania       |
| 1997 | Thomas Lange            | Germania       |
| 1998 | Kerstin Köppen          | Germania       |
| 1998 | Roland Baar             | Germania       |
| 1999 | Silken Laumann          | Canada         |
| 1999 | Kathleen Heddle         | Canada         |
| 2001 | Steve Redgrave          | Regno Unito    |
| 2002 | Marnie McBean           | Canada         |
| 2003 | Peter Antonie           | Australia      |
| 2004 | Nico Rienks             | Paesi Bassi    |
| 2005 | Matthew Pinsent         | Regno Unito    |
| 2006 | Agostino Abbagnale      | Italia         |
| 2007 | Mike McKay              | Australia      |
| 2008 | Elisabeta Lipă          | Romania        |
| 2009 | Kathrin Boron           | Germania       |
| 2010 | James Tomkins           | Australia      |
| 2011 | Jüri Jaanson            | Estonia        |
| 2012 | Václav Chalupa          | Cecoslovacchia |
| 2013 | Eskild Ebbesen          | Danimarca      |
| 2014 | Drew Ginn               | Australia      |
| 2015 | Iztok Čop               | Slovenia       |
| 2016 | Caroline Evers-Swindell | Nuova Zelanda  |
| 2016 | Georgina Evers-Swindell | Nuova Zelanda  |
| 2017 | Katherine Grainger      | Regno Unito    |
| 2018 | Eric Murray             | Nuova Zelanda  |
| 2018 | Hamish Bond             | Nuova Zelanda  |